# Кувалда (река)
Кувалда — река в России, протекает по Алатырскому району Чувашской Республики. Правый приток реки Суры.

## География
Река Кувалда берёт начало у кордона Зелёный западнее посёлка Шумы. Течёт через сосновые, берёзовые и еловые леса. Протекает рядом с посёлком Кувалда. Устье реки находится в 298 км по правому берегу реки Сура. Длина реки составляет 17 км, площадь водосборного бассейна — 60,9 км².

## Данные водного реестра
По данным государственного водного реестра России относится к Верхневолжскому бассейновому округу, водохозяйственный участок реки — Сура от Сурского гидроузла и до устья реки Алатырь, речной подбассейн реки — Сура. Речной бассейн реки — (Верхняя) Волга до Куйбышевского водохранилища (без бассейна Оки).
Код объекта в государственном водном реестре — 08010500312110000037613.